# Acid ortosilicic
Acidul ortosilicic este un compus anorganic cu formula chimică Si(OH)
4.

## Proprietăți
Dioxidul de siliciu, SiO2, este anhidrida acidului ortosilicic, Si(OH)4, așadar poate fi obținut din acesta în urma unei reacții de deshidratare:
Si(OH)4 → SiO2↓ + 2H2O